# Pistole (monnaie)
Pour les articles homonymes, voir Pistole.
La pistole est une appellation qui servait, en français, à qualifier notamment certaines pièces d'or émises d'abord en Italie et en Espagne à partir du XVIe siècle. 
L'étymologie reste incertaine. Le mot proviendrait de l'italo-espagnol, piastola, soit piccola piastra : « petite pièce », d'où, peut-être, et par corruption, le mot piastre. Le lien avec le mot « pistolet » n'est pas établi.

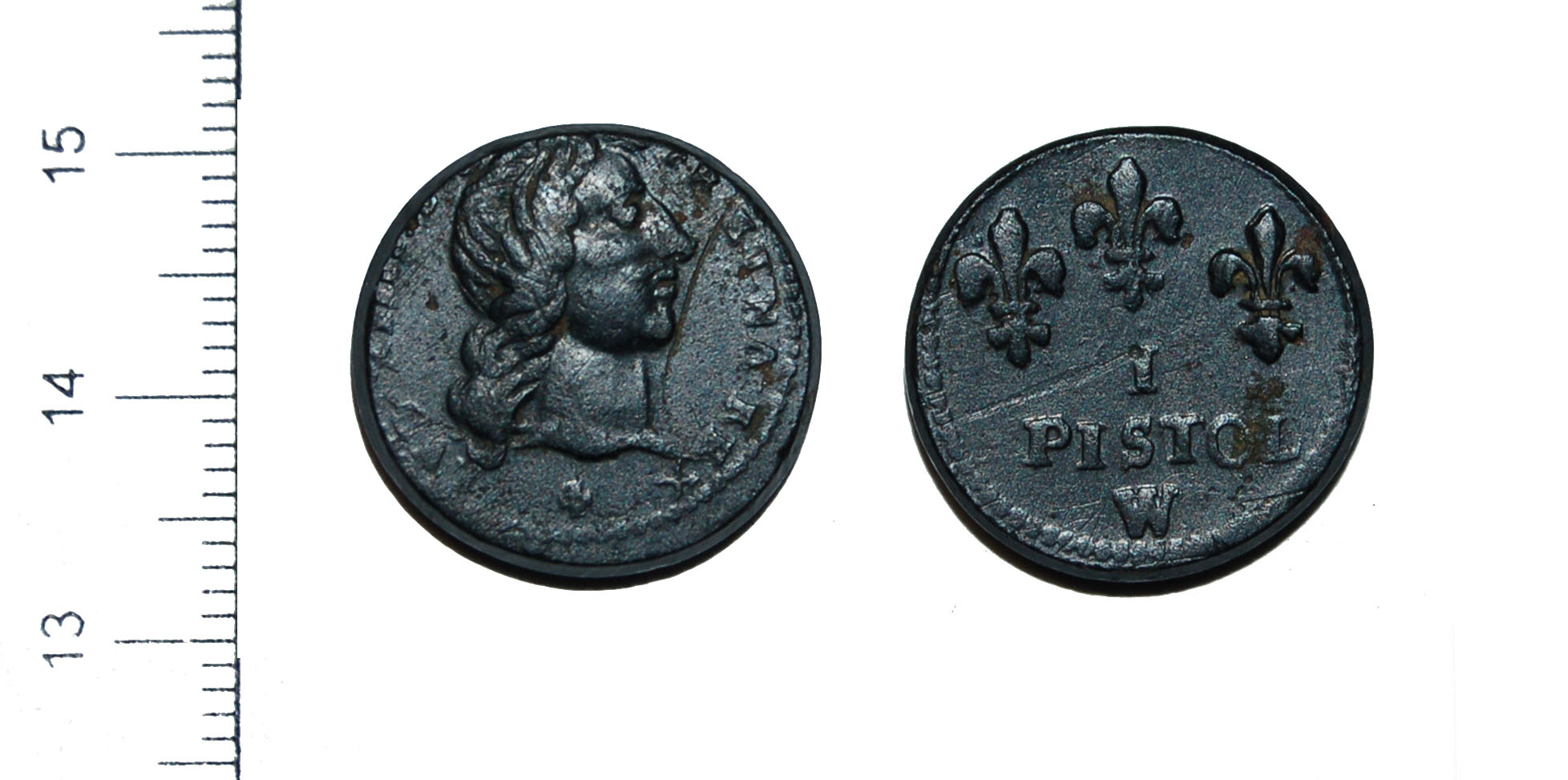
Poids en bronze fabriqué en France avant 1709 d'« 1 pistol », marqué « W », atelier de Lille (British Museum).

Dans le royaume de France, en tous les cas, le terme désigna de façon certaine l'écu d'or espagnol ou « doublon » (doblón), une grosse pièce donc. Ce terme se rencontre dans de très nombreux écrits rédigés entre le XVIe et le XIXe siècle, entre autres dans la littérature qui met en scène des pirates et des corsaires. La pistole y devient, dans l'intervalle, une unité de compte, assez informelle, entre la fin du XVIIe et le début du XVIIIe siècle ; elle est l'équivalent d'un louis d'or de 10 livres tournois. Une double pistole était appelée quadrupla, en français : un « quadrupet ». Ont été produits sous le règne de Louis XIV des poids monétaires aux armes de France indiquant « 1 pistol », et pesant 6,72 g (cf. ci-contre).
En royaume de Prusse, on ne mit à frapper au XVIIIe siècle des pièces d'or d'une valeur de 5⅔ de thalers, en référence à la pistole espagnole et au louis d'or de France : cette monnaie fut appelée frédéric d'or, car il figurait le profil du roi Frédéric de Prusse.
Un détenu en prison était dit « à la pistole » lorsqu'il payait pour avoir des conditions d'emprisonnement plus douces : cellule particulière, draps propres, livres, meilleure nourriture.